# Marvin Andrews
Marvin Andrews (n. San Juan, Trinidad y Tobago, 22 de diciembre de 1975) es un exfutbolista trinitense, que se desempeñó como defensa y militó en diversos clubes de Trinidad y Tobago, Escocia y Gales.

## Clubes
| Club                        | País              | Año         |
| --------------------------- | ----------------- | ----------- |
| ECM Motown                  | Trinidad y Tobago | 1992 - 1994 |
| San Juan Jabloteh           | Trinidad y Tobago | 1995 - 1996 |
| Malta Carib Alcons          | Trinidad y Tobago | 1996 - 1997 |
| Raith Rovers                | Escocia           | 1997 - 2000 |
| Livingston                  | Escocia           | 2000 - 2004 |
| Rangers                     | Escocia           | 2004 - 2006 |
| Raith Rovers                | Escocia           | 2006 - 2009 |
| Hamilton Academical         | Escocia           | 2009 - 2010 |
| Queen of the South F. C.    | Escocia           | 2010        |
| Wrexham A. F. C.            | Gales             | 2010-2011   |
| Kirkintilloch Rob Roy F. C. | Escocia           | 2011-2012   |
| Albion Rovers F. C          | Escocia           | 2013        |
| Forfar Athletic F. C.       | Escocia           | 2013-2014   |
| Elgin City                  | Escocia           | 2014-2015   |
| Montrose                    | Escocia           | 2015        |
| Clyde                       | Escocia           | 2015-2016   |

## Selección nacional
Fue internacional con la Selección de fútbol de Trinidad y Tobago, jugó 101 partidos internacionales y ha anotado 10 goles. Participó con su selección, en la Copa Mundial del 2006; la única Copa del Mundo FIFA en que Trinidad y Tobago participó, donde su selección quedó eliminado en la primera fase, siendo último de su grupo (que compartió con Inglaterra, Paraguay y Suecia) y cuyo mundial es hasta hoy, la única participación de Trinidad y Tobago, en una Copa del Mundo.
Participaciones en Copas del Mundo
| Torneo                         | Sede     | Resultado    |
| ------------------------------ | -------- | ------------ |
| Copa Mundial de Fútbol de 2006 | Alemania | Primera fase |

Participaciones en Copas del Caribe
| Torneo                  | Sede                                           | Resultado |
| ----------------------- | ---------------------------------------------- | --------- |
| Copa del Caribe de 1997 | Antillas Neerlandesas y San Cristóbal y Nieves | Campeón   |
| Copa del Caribe de 1999 | Trinidad y Tobago                              | Campeón   |
| Copa del Caribe de 2001 | Trinidad y Tobago                              | Campeón   |